# Hortalotarsus
Hortalotarsus je pochybný rod bazálního sauropodomorfního dinosaura z čeledi Massospondylidae. Fosilie tohoto menšího plazopánvého dinosaura, žijícího v období nejranější spodní jury (věk sinemur, asi před 199 až 191 miliony let), byly objeveny na území Jihoafrické republiky.

## Historie
Původně byla objevena poměrně kompletní fosilní kostra tohoto dinosaura, byla ale zničena (buď místními farmáři z náboženských důvodů nebo pracovníky při vykopávkách, kteří používali nešetrnou metodu za pomoci střelného prachu). Dochovaly se proto pouze části kostry nohou, které nejsou příliš diagnostické. Typový druh byl formálně popsán britským paleontologem Harrym Govierem Seeleym v roce 1894.
V současnosti je tento taxon považován buď za mladší synonymum k rodu Massospondylus nebo za samostatný platný taxon, náležející do čeledi Anchisauridae či Massospondylidae. Obvykle bývá nicméně označován za nomen dubium (pochybné vědecké jméno), protože jeho fosilní materiál není dostatečně diagnostický.